# Aéroport du désert de l'Atacama
Pour les articles homonymes, voir CPO.
L'aéroport du désert de l'Atacama Aeropuerto Desierto de Atacama (code IATA : CPO • code OACI : SCAT) est un aéroport situé 50 km à l'ouest de Copiapó, Chili.

## Situation

### Carte des aéroports du Chili
| \| 100 km1:8 652 000 \| Porvenir El Salvador La Serena Mocopulli Valdivia Pucón Puerto Montt Puerto Williams Antofagasta Arica El Loa Iquique Osorno Balmaceda Araucanie Désert de l'Atacama Santiago Concepcion Île de Pâques Punta Arenas |
| 100 km1:8 652 000 |

## Compagnies aériennes et destinations
| Compagnies  | Destinations                    |
| ----------- | ------------------------------- |
| JetSmart    | Santiago du Chili-A.-M.-Benítez |
| LATAM Chile | Santiago du Chili-A.-M.-Benítez |
| Sky Airline | Santiago du Chili-A.-M.-Benítez |

Édité le 17/11/2018

## Statistiques
Pour des raisons techniques, il est temporairement impossible d'afficher le graphique qui aurait dû être présenté ici.

Voir la requête brute et les sources sur Wikidata.